# ديوغو فرناندس
ديوغو فرناندس هو لاعب كرة قدم برازيلي، ولد في 15 ديسمبر 1985 في بارويري في البرازيل. لعب مع نادي بوا إيسبورت ونادي بوافيشتا.

## وصلات خارجية
- ديوغو فرناندس على موقع قاعدة بيانات كرة القدم.إي يو (الإنجليزية)
- ديوغو فرناندس على موقع Soccerway.com (الإنجليزية)